# Lucas N'Guessan
Marinus Lucas N'Guessan (nacido el 6 de noviembre de 1997, De Lier, Holanda) es un baloncestista profesional holandés. Se desempeña en la posición de pívot.

## Trayectoria deportiva

### Universidad
Es un pívot formado durante la temporada 2015-16 en la Canarias Basketball Academy (CBA) antes de marcharse a Estados Unidos para enrolarse en la Universidad de Oklahoma State en la que disputó la NCAA desde 2016 a 2018 con Oklahoma State Cowboys. En 2016 ingresó en la Universidad de East Tenesse State, con la que disputó otras dos temporadas de la NCAA con los East Tennessee State Buccaneers de 2018 a 2020. En su último año firmaría medias de 8.9 puntos y de 5.9 rebotes en 21,5 minutos de juego por partido.

### Profesional
El 30 de agosto de 2020, firma con el Força Lleida Club Esportiu para jugar en Liga LEB Oro, lo que sería su debut como profesional en la segunda categoría del baloncesto español.
En la temporada 2021-22, regresa a su país de origen firmando por el Yoast United de la BNXT League.
El 28 de febrero de 2022, firma por el Basket Navarra Club de la Liga LEB Plata.
El 14 de agosto de 2022, firma por el Club Baloncesto Peñas Huesca de la Liga LEB Oro. Debido a la mala temporada, el equipo desciende a LEB Plata.
El 24 de enero de 2023 abandona la disciplina en el Club Baloncesto Peñas Huesca para fichar por el Real Valladolid Baloncesto de la Liga LEB Oro.
El 18 de julio de 2024, firma por los Astros de Jalisco de la Liga Nacional de Baloncesto Profesional de México.
El 15 de diciembre de 2024, firma por el Súper Agropal Palencia de la Primera FEB de España. El 17 de febrero de 2025, finaliza su contrato con el conjunto palentino.

### Internacional
Representó a Holanda en el Campeonato de Europa sub-18 División B en Oberwart (Austria) en 2015, con el que jugó 9 partidos en los que promedió 3.9 puntos y 5.1 rebotes por encuentro.